# Влада Ивана Стамболића
Влада Ивана Стамболића је била девето Извршно веће Социјалистичке Републике Србије. Формирана је 6. маја 1978. и трајала је до 5. маја 1982. године.

## Састав Владе
| Функција                    | Слика | Име и презиме      | Странка        | Детаљи |
| --------------------------- | ----- | ------------------ | -------------- | ------ |
| Председник Извршног већа    |       | Иван Стамболић     | СК Југославије |        |
| потпредседник               |       | Бранислав Иконић   | СК Југославије |        |
| Секретари                   |       |                    |                |        |
| Секретар унутрашњих послова |       | Виобран Станојевић | СК Југославије |        |